# Frossasco
Frossasco is een gemeente in de Italiaanse provincie Turijn (regio Piëmont) en telt 2818 inwoners (31-12-2004). De oppervlakte bedraagt 20,2 km², de bevolkingsdichtheid is 140 inwoners per km².

## Demografie
Frossasco telt ongeveer 1140 huishoudens. Het aantal inwoners steeg in de periode 1991-2001 met 4,7% volgens cijfers uit de tienjaarlijkse volkstellingen van ISTAT.
| Jaar | Inwoneraantal |
| ---- | ------------- |
| 1991 | 2585          |
| 2001 | 2707          |

## Geografie
Frossasco grenst aan de volgende gemeenten: Cumiana, Pinasca, Pinerolo, Pinerolo, Cantalupa, Roletto en Piscina.

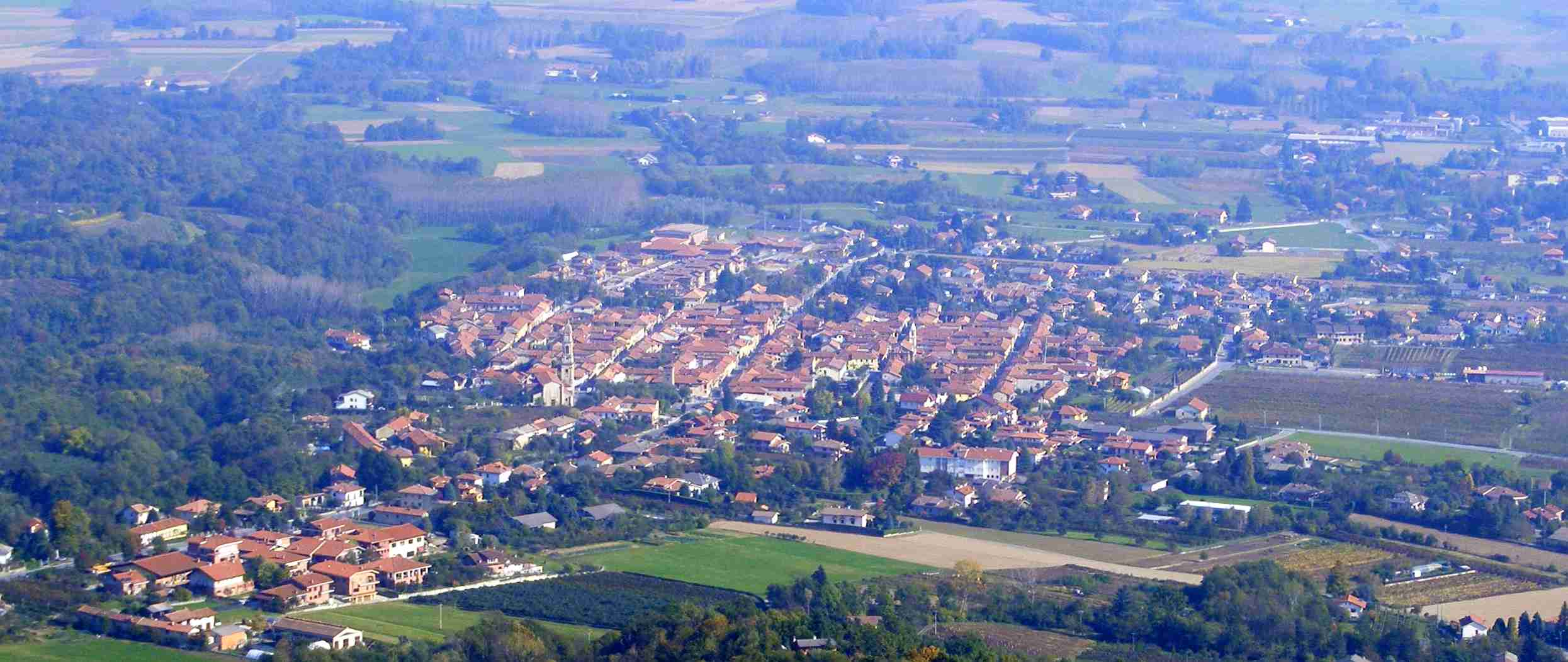
Panorama

1. ↑  https://demo.istat.it/?l=it.